# Kościół Najświętszego Serca Pana Jezusa w Sobieszowie
Kościół Najświętszego Serca Pana Jezusa w Sobieszowie – pierwotnie protestancki, obecnie pełniący funkcję kościoła parafialnego. 

## Historia
Wzniesiona w latach 1744–1745 ryglowa konstrukcja jest dziełem miejscowych rzemieślników. W 1750 r. jej wnętrze zabudowano drewnianymi emporami, a w 1796 r. dobudowano zakrystię. Na stropie ludowo-rzemieślnicze malowidła o tematyce religijnej. 
Gmina ewangelicka funkcjonowała tu do 1947 r. Następnie kościół przejęli katolicy. Do kościoła przylega cmentarz założony w 1853 r. 

## Wyposażenie
Wyposażenie kościoła barokowe: ołtarz główny, ambona, chrzcielnica, prospekt organowy, drewniane rzeźby.
W 1960 r. w ołtarzu głównym umieszczono obraz przedstawiający Chrystusa Dobrego Pasterza na tle Karkonoszy, Chojnika i kościoła św. Marcina - dar malarza Vlastimila Hofmana. Barokowe organy zostały wybudowane w 1748 r. przez Johanna Meinerta, a przebudowane w 1885 r. przez Schlaga. W 2007 roku Odrestaurowała je firma Szczerbaniak z Łodzi. 

## Galeria

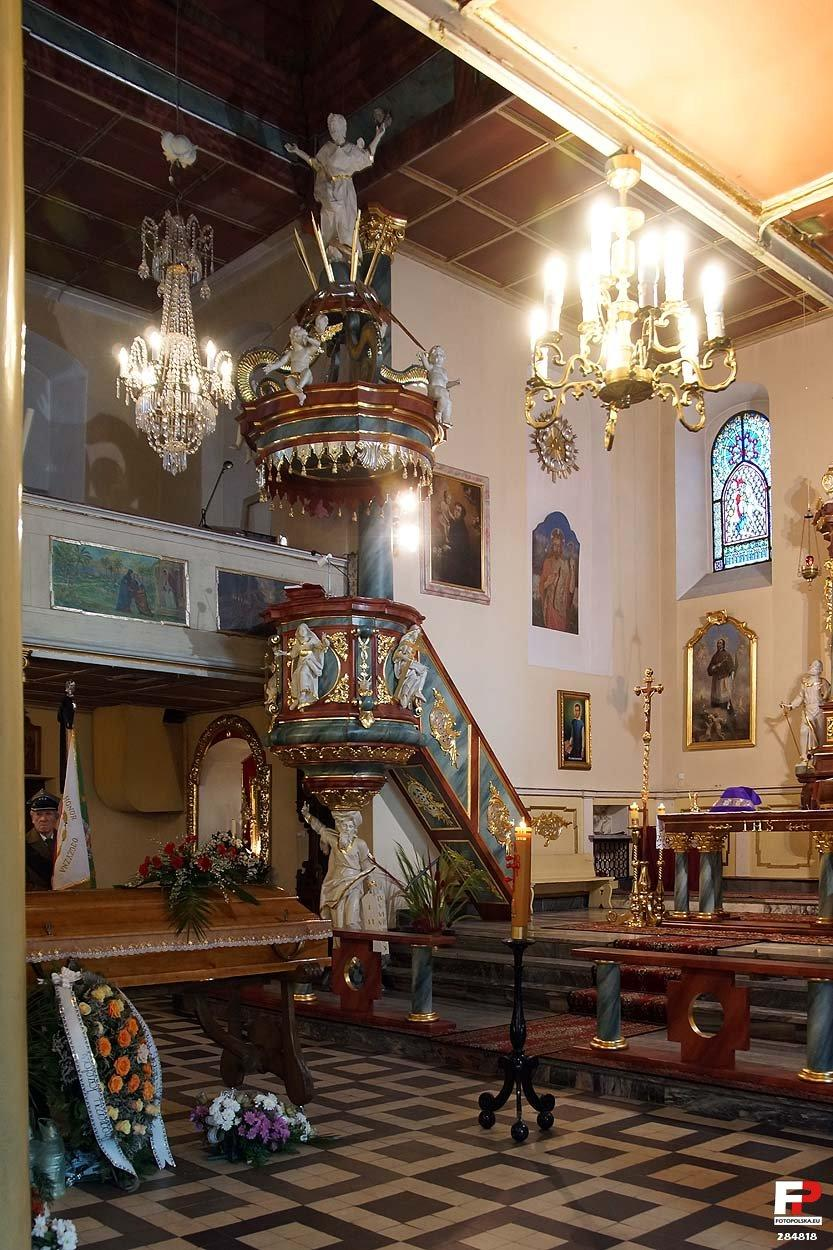
Ambona
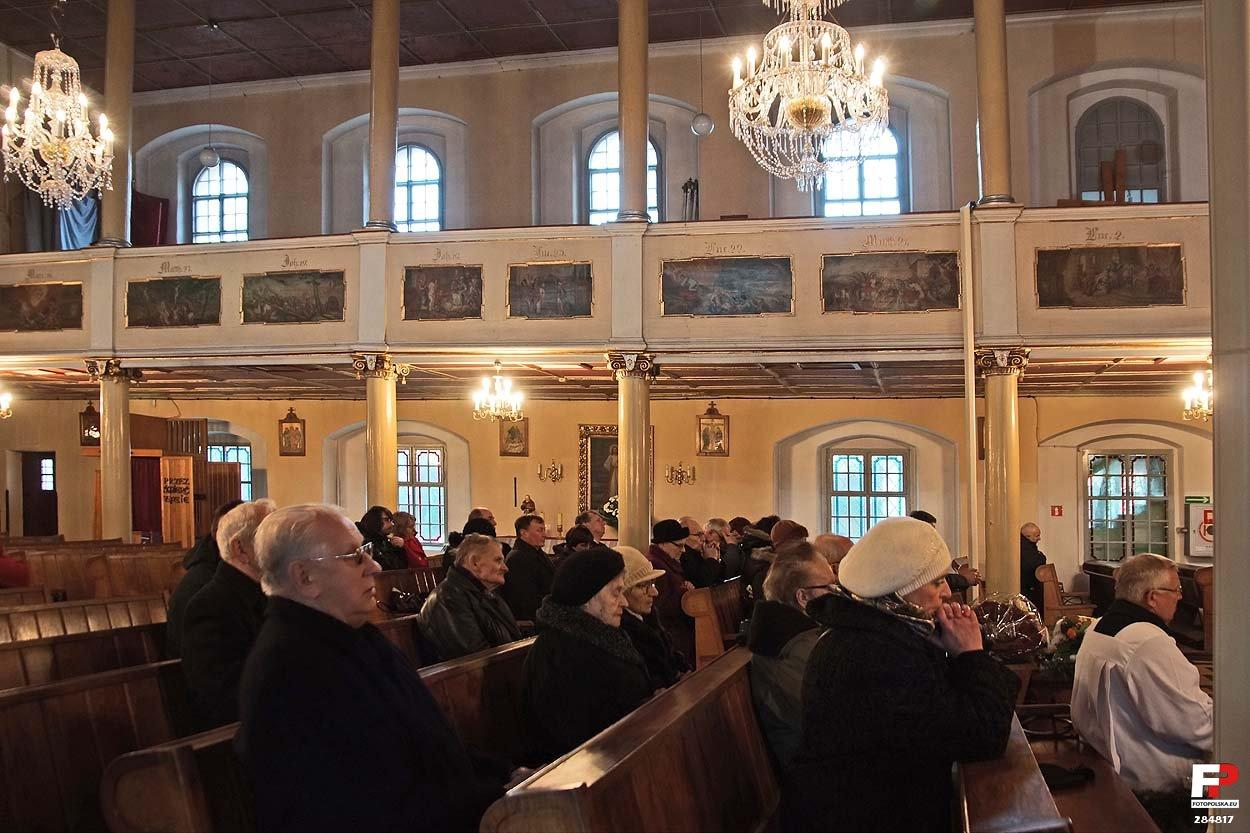
Empory
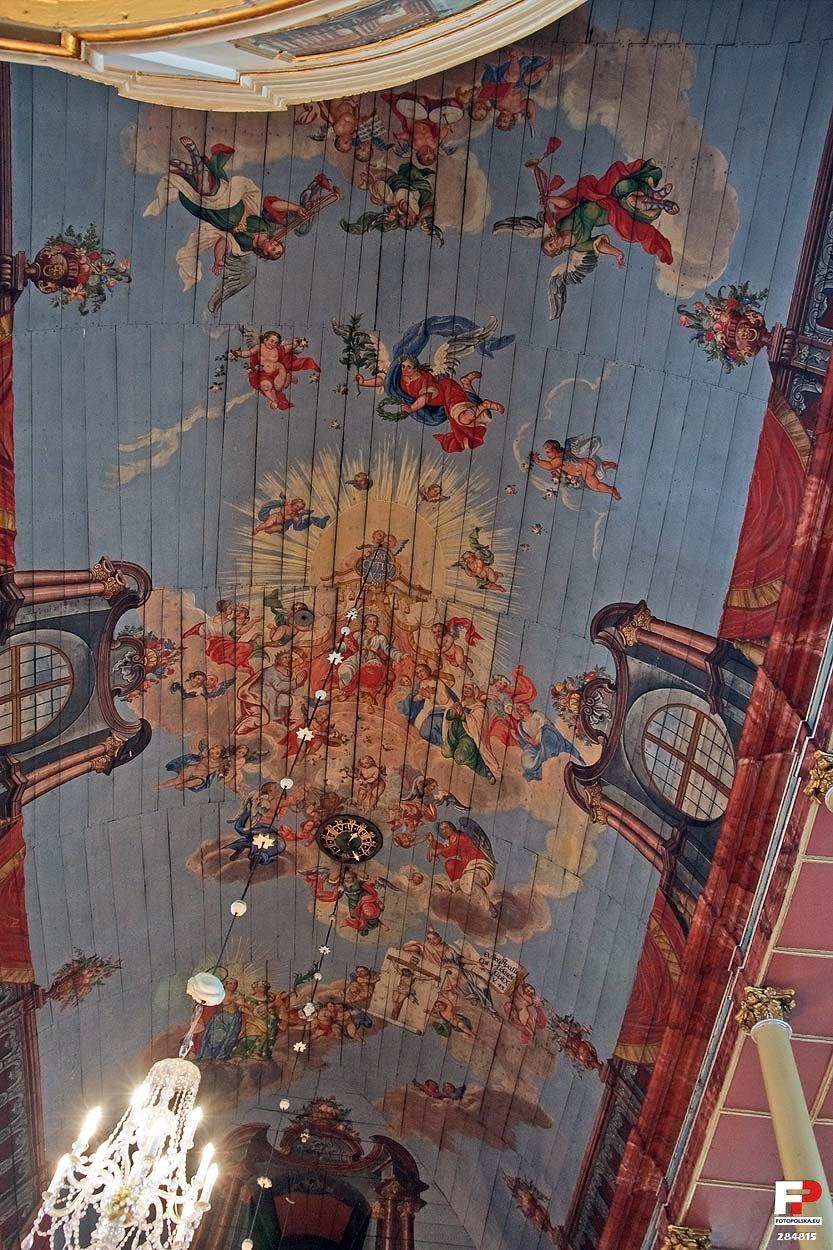
Sklepienie
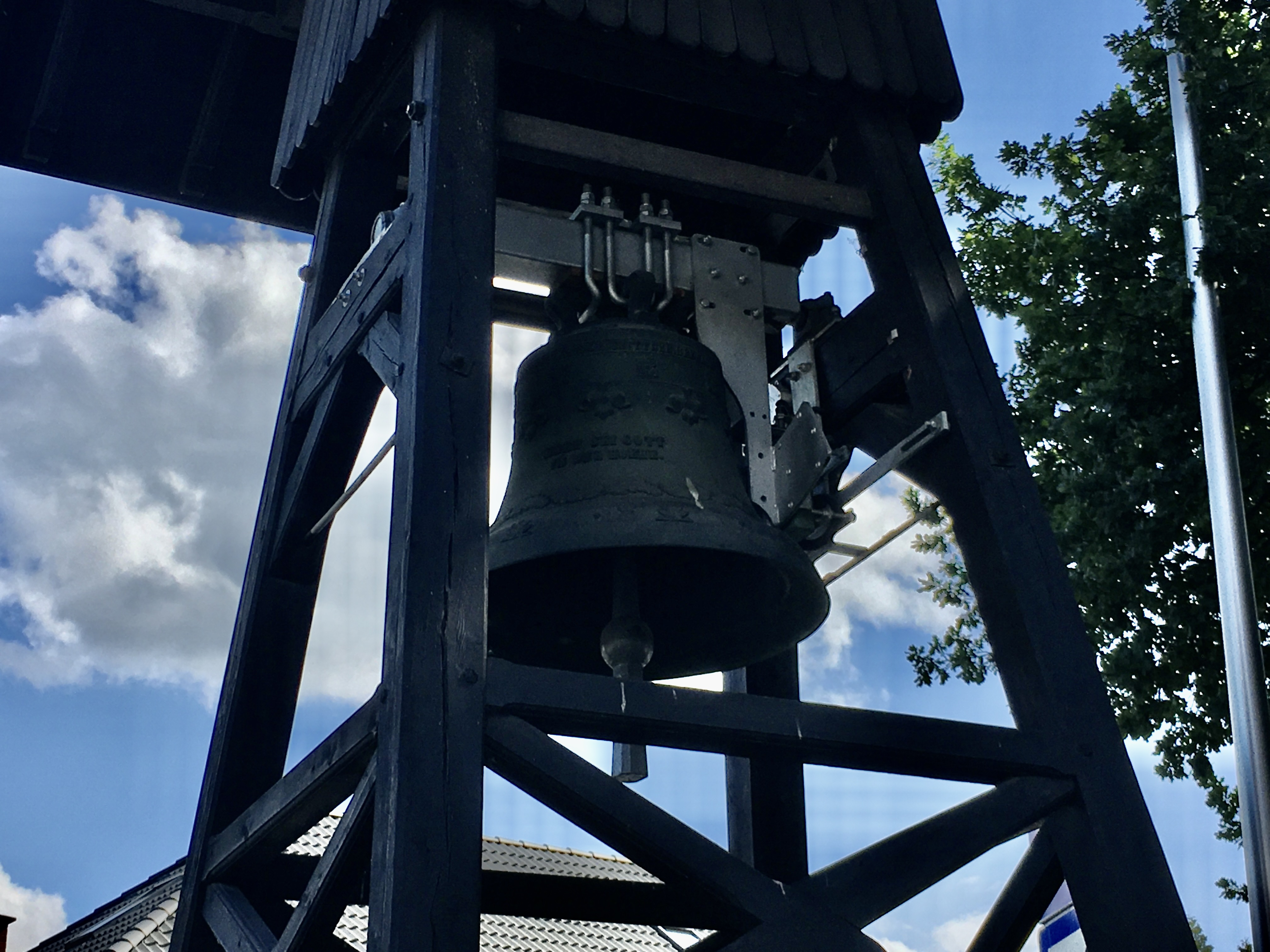
Dzwon kościelny